# Le bonheur peut se trouver dans une baguette

Le bonheur peut se trouver dans une baguette (également traduit Le bonheur peut se trouver dans un bout de bois par Marc Auchet) est un conte de Hans Christian Andersen paru en 1870.

## Histoire
Certains voient le bonheur à longueur d'année, d'autres seulement certaines années. Il y a même des gens qui ne voient le bonheur qu'une seule fois dans leur vie. Notre Seigneur fait toujours un cadeau chanceux à un enfant qui est placé dans le ventre de sa mère. Pour un érudit nommé Newton, c'était dans une pomme. La pomme tomba et il trouva son bonheur. Parfois, cependant, le bonheur réside dans une poire. Un homme a grandi dans la pauvreté et s'est marié de cette façon. Il était tourneur et tournait principalement des bâtons de parapluie. Dans son jardin, les baies rouges acidulées poussent comme un précieux décor. Il y a un poirier. La fortune du tourneur est sur cet arbre, bien qu'il ne porte pas de fruit.
Une nuit, il commence à tempêter, les journaux rapportent qu'une grande diligence a été retirée de la route. Une grosse branche du poirier se brise également et le tourneur fait une grosse poire pour s'amuser. Il en fait une autre grande et une plus petite et les donne à ses enfants pour jouer avec. Toute la maison a un parapluie à usage commun. Parfois, il souffle et il est également cassé. Le tourneur le répare ensuite. Il arrive que le nœud se détache de la sangle et que la fermeture se casse. Lorsque cela se reproduit, l'homme retrouve une de ses petites poires. Il perce un trou dans la chose et l'utilise comme un nœud.
Un an plus tard le tourneur envoie des bâtons de parapluie dans la capitale, il ajoute aussi quelques poires torsadées. Ses poires ont immédiatement beaucoup de succès et finissent même en Amérique : il s'agit d'une fermeture parfaite, meilleure que n'importe quel autre nœud. Le tourneur fabrique maintenant des milliers de poires, le poirier entier est utilisé. Il reçoit des domestiques et des apprentis et est toujours de bonne humeur. Il chante le bonheur peut se trouver dans un bâton. On dit parfois de prendre un bâton blanc dans la bouche, alors tu es invisible. Ce doit être le bon bâton. Tout le monde peut faire de l'or brillant, il brille aux yeux des enfants et à ceux du père et de la mère. Ils lisent mes histoires, je suis debout au milieu de la pièce. Je suis invisible, parce que j'ai le morceau de bois blanc dans ma bouche. Si je remarque qu'ils sont contents de ce que je dis, je dis aussi que le bonheur peut se trouver dans un bois.